# Rob Williams
Rob Williams, född den 21 januari 1985 i Taplow i Storbritannien, är en brittisk roddare.
Han tog OS-silver i lättvikts-fyra utan styrman i samband med de olympiska roddtävlingarna 2012 i London.